# Larry Clapp
Larry Clapp (Casper, 4 de octubre de 1946 - Casper, 7 de enero de 2013) fue un político estadounidense.
Clapp fue miembro de la Cámara de Representantes de Wyoming y alcalde de Casper, Wyoming.